# Giovanni Cosi
Giovanni Cosi (Firenze, 1951) è un filosofo e giurista italiano.

## Biografia
Si laurea presso la Facoltà di Giurisprudenza dell'Università di Firenze. Autore di diversi libri, il cui primo è pubblicato nel 1979 con il titolo "La liberazione artificiale", per la Giuffrè Editore. Tra gli anni settanta e ottanta del XX secolo tiene alcuni seminari grazie ai quali pubblica nel 1981 due libri: "Religiosità e teoria critica" e "Secolarizzazione e risacralizzazioni", sempre pubblicati per la Giuffrè Editore. Questi due libri vengono fusi nel 1990 in un unico volume dal titolo "Il sacro e giusto", edito da FrancoAngeli.
Dopo aver compiuto ricerche sull'espressione del dissenso in forma non rivoluzionaria negli ordinamenti liberal-democratici, pubblica per la Giuffrè Editore il volume "Saggio sulla disobbedienza civile". Dal 1985 si occupa di indagini storiche e critiche sui problemi etici della professione legale. Da queste indagini pubblica nel 1987 il testo: "Il giurista perduto" per l'editrice Giuntina.
Ha insegnato presso le facoltà di Giurisprudenza delle Università di Firenze e Sassari ed è ordinario a Siena.
Dal 2007 è coordinatore e responsabile scientifico dell'Ente di formazione per mediatori istituito presso il Dipartimento di Giurisprudenza dell'Università degli Studi di Siena.

## Opere (parziale)
- La liberazione artificiale: l'uomo e il diritto di fronte alla droga, Giuffrè Editore, 1979, Milano[2]
- Saggio sulla disobbedienza civile: storia e critica del dissenso in democrazia, Giuffrè Editore, 1984, Milano
- Il giurista perduto: avvocati e identità professionale, Giuntina, 1987, Firenze
- Il sacro e il giusto: itinerari di archetipologia giuridica, FrancoAngeli, 1990, Milano
- Il Logos del diritto, Giappichelli Editore, 1993, Torino
- La responsabilità del giurista: etica e professione legale, Giappichelli Editore, 1998, Torino
- Con Maria Antonietta Foddai, Lo spazio della mediazione, Giuffrè Editore, 2003
- Invece di giudicare, Giuffrè Editore, 2007, 203 pagine
- Con Giuliana Romualdi, La mediazione dei conflitti, Giappichelli Editore, Torino 2012.
- Legge, Diritto, Giustizia, Giappichelli Editore, Torino 2013.
- Con Stefano Berni, Fare giustizia. Due scritti sulla vendetta, Giuffré Editore, Milano 2014.
- L'accordo e la decisione: modelli culturali di gestione dei conflitti, Wolters Kluwer, Milano 2017.